# Hypena olivaceorufa
Hypena olivaceorufa är en fjärilsart som beskrevs av Rothschild 1920. Hypena olivaceorufa ingår i släktet Hypena och familjen nattflyn. Inga underarter finns listade i Catalogue of Life.